# Boletàcies
Les boletàcies (Boletaceae) són una família de fongs de l'ordre dels boletals (Boletales), caracteritzats principalment per les espores que desenvolupen al revers foliar del bolet. No tenen làmines com en el cas dels agàrics. Amb una distribució gairebé tan gran com la dels agàrics, la família inclou el cep o buixó (Boletus edulis), sovint buscat per caçadors de bolets.
Els bolets típics d'aquesta família són relativament segurs per al consum humà, ja que no se'n coneix cap de mortal per als adults. Són especialment buscats per caçadors de bolets; són especialment apropiats per a caçadors novells, ja que no hi ha perill de confondre'ls amb bolets verinosos. Es distingeixen fàcilment dels agàrics, i es reconeixen fàcilment pel seu color, els porus i els estípits i píleus.

## Gèneres

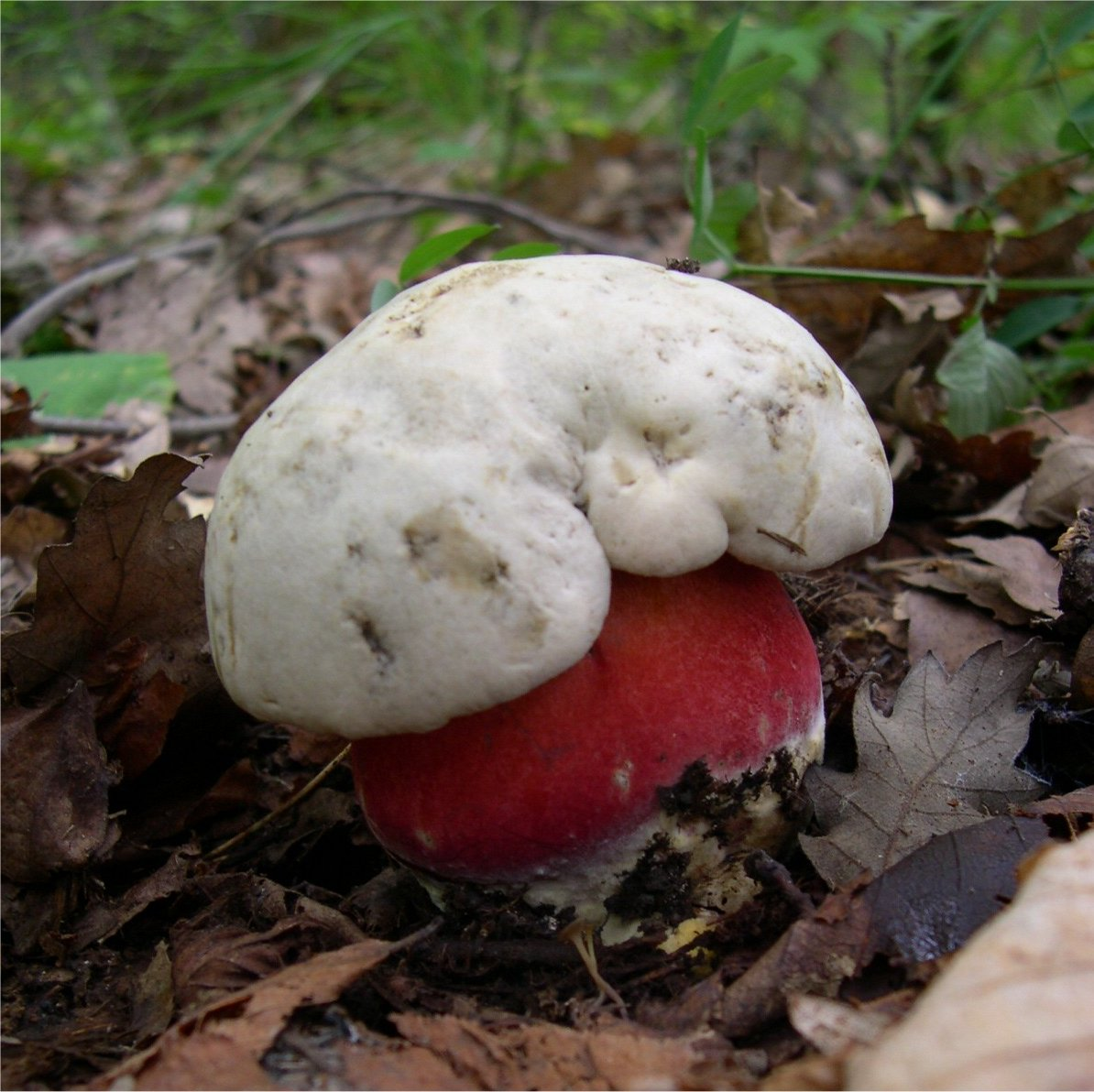
Un mataparent (Rubroboletus satanas)

| Gènere              | Autoritat                                             | Any  | Nombre d'espècies | Distribució                                                       |
| ------------------- | ----------------------------------------------------- | ---- | ----------------- | ----------------------------------------------------------------- |
| Afroboletus         | Pegler & T.W.K.Young                                  | 1981 | 7                 | Àfrica tropical                                                   |
| Alessioporus        | Gelardi, Vizzini & Simonini                           | 2014 | 1                 | Europa del Sud                                                    |
| Aureoboletus        | Pouzar                                                | 1957 | 17                | arreu                                                             |
| Australopilus       | Halling & Fechner                                     | 2012 | 1                 | Austràlia                                                         |
| Austroboletus       | Wolfe                                                 | 1980 | ~30               | Amèrica; Australàsia                                              |
| Baorangia           | G. Wu & Zhu L. Yang                                   | 2015 | >2                | Àsia de l'Est, Amèrica del Nord                                   |
| Boletellus          | Murrill                                               | 1909 | ~50               | arreu                                                             |
| Boletochaete        | Singer                                                | 1944 | 3                 | Àfrica; sud-est asiàtic                                           |
| Boletus             | Fr.                                                   | 1821 | ~300              | arreu                                                             |
| Borofutus           | Hosen & Zhu L.Yang                                    | 2012 | 1                 | Bangladesh                                                        |
| Bothia              | Halling, T.J.Baroni, & Binder                         | 2007 | 1                 | Amèrica del Nord                                                  |
| Buchwaldoboletus    | Pilát                                                 | 1962 | 3                 | Europa; Austràlia                                                 |
| Butyriboletus       | D.Arora & J.L.Frank                                   | 2014 | 18                | arreu                                                             |
| Caloboletus         | Vizzini                                               | 2014 | 13                | arreu                                                             |
| Chalciporus         | Bataille                                              | 1908 | 25                | arreu                                                             |
| Chamonixia          | Rolland                                               | 1899 | 8                 | arreu                                                             |
| Corneroboletus      | N.K.Zeng & Zhu L.Yang                                 | 2012 | 1                 | Singapur; Malàisia; Xina tropical                                 |
| Crocinoboletus      | N.K. Zeng, Zhu L. Yang & G. Wu                        | 2015 | 2                 | Àsia oriental i del sud                                           |
| Cyanoboletus        | Gelardi, Vizzini & Simonini                           | 2014 | 3                 | arreu                                                             |
| Durianella          | A.W.Wilson & Manfr.Binder                             | 2008 | 1                 | Malàisia i Borneo                                                 |
| Exsudoporus         | Vizzini, Simonini & Gelardi                           | 2014 | 3                 | Amèrica del Nord i Europa                                         |
| Fistulinella        | Henn.                                                 | 1901 | 15                | pantropical                                                       |
| Gastroboletus       | Lohwag                                                | 1962 | 13                | arreu                                                             |
| Gastroleccinum      | Thiers                                                | 1989 | 1                 | Amèrica del Nord                                                  |
| Harrya              | Halling, Nuhn & Osmundson                             | 2012 | 2                 | Àsia; Amèrica del Nord; Amèrica Cenral                            |
| Heimioporus         | E.Horak                                               | 2004 | ~15               | arreu                                                             |
| Heliogaster         | (Kobayasi) Orihara & Iwase                            | 2010 | 1                 | Japó                                                              |
| Hemileccinum        | Šutara                                                | 2008 | 3                 | Europa i Amèrica del Nord                                         |
| Imleria             | Vizzini                                               | 2014 | 4                 | Europa, Àsia, i Amèrica del Nord                                  |
| Imperator           | Assyov et al.                                         | 2015 | 3                 | Europa i Àsia occidental                                          |
| Hortiboletus        | Simonini, Vizzini & Gelardi                           | 2015 | 4                 | Europa i Amèrica del Nord                                         |
| Lanmaoa             | G. Wu, Zhu L. Yang, Halling                           | 2015 | >5                | Àsia de l'Est, Amèrica del Nord                                   |
| Leccinellum         | Bresinsky & Manfr. Binder                             | 2003 | 10                | arreu                                                             |
| Leccinum            | Gray                                                  | 1821 | 135               | arreu                                                             |
| Mucilopilus         | Wolfe                                                 | 1979 | 4                 | Amèrica del Nord, Nova Zelanda                                    |
| Mycoamaranthus      | Castellano, Trappe & Malajczuk                        | 1992 | 3                 | Australàsia; Àfrica, sud-est asiàtic                              |
| Neoboletus          | Gelardi et al.                                        | 2014 | 9                 | Europa, Àsia                                                      |
| Nigroboletus        | Gelardi, Vizzini, E. Horak, T.H. Li & Ming Zhang      | 2015 | 1                 | Xina                                                              |
| Octaviania          | Vittad.                                               | 1831 | 15                | arreu                                                             |
| Parvixerocomus      | G. Wu & Zhu L. Yang,                                  | 2015 | 2                 | Àsia de l'Est                                                     |
| Paxillogaster       | E.Horak                                               | 1966 | 1                 | Amèrica del Sud                                                   |
| Phylloboletellus    | Singer                                                | 1952 | 1                 | Amèrica Central i del Cud                                         |
| Phyllobolites       | Singer                                                | 1942 | 1                 | Amèrica del Sud                                                   |
| Phylloporus         | Quel.                                                 | 1888 | ~50               | cosmopolita                                                       |
| Pseudoaustroboletus | Yan C. Li & Zhu L. Yang                               | 2014 | 1                 | Àsia de l'est i del sud                                           |
| Pseudoboletus       | Šutara                                                | 1991 | 2                 | regions temperades del nord                                       |
| Pulchroboletus      | Vizzini, Simonini & Gelardi                           | 2014 | 1                 | Europa del sud                                                    |
| Pulveroboletus      | Murrill                                               | 1909 | 25                | cosmopolita                                                       |
| Retiboletus         | Manfr. Binder & Bresinksy                             | 2002 | 5                 | regions temperades del nord                                       |
| Rheubarbariboletus  | Vizzini, Simonini & Gelardi                           | 2015 | 2                 | Europa                                                            |
| Rhodactina          | Pegler & T.W.K.Young                                  | 1989 | 2                 | Índia, Tailàndia                                                  |
| Rossbeevera         | T.Lebel & Orihara                                     | 2011 | 9                 | Àsia, Austràlia                                                   |
| Royoungia           | Castellano, Trappe & Malajczuk                        | 1992 | 1                 | Austràlia                                                         |
| Rubroboletus        | Kuan Zhao & Zhu L.Yang                                | 2014 | 8                 | arreu                                                             |
| Rugiboletus         | G. Wu & Zhu L. Yang                                   | 2015 | 2                 | Est d'Àsia                                                        |
| Setogyroporus       | Heinem. & Rammeloo                                    | 1999 | 1                 | Àfrica tropical                                                   |
| Singeromyces        | M.M.Moser                                             | 1966 | 1                 | Argentina                                                         |
| Sinoboletus         | M.Zang                                                | 1992 | 10                | Xina                                                              |
| Solioccasus         | Trappe, Osmundson, Manfr.Binder, Castellano & Halling | 2013 | 1                 | Australàsia                                                       |
| Spongiforma         | Desjardin, Manf. Binder, Roekring & Flegel            | 2009 | 2                 | Tailàndia; Malàisia                                               |
| Strobilomyces       | Berk.                                                 | 1851 | ~20               | cosmopolita                                                       |
| Sutorius            | Halling, Nuhn & Fechner                               | 2012 | 3                 | Amèrica del Nord, Costa Rica, Àfrica, sud-est asiàtic i Austràlia |
| Tubosaeta           | E.Horak                                               | 1967 | 5                 | Àfrica; Àsia                                                      |
| Tylopilus           | P.Karst                                               | 1881 | 111               | arreu                                                             |
| Veloporphyrellus    | L.D.Gómez & Singer                                    | 1984 | 1                 | Amèrica central                                                   |
| Wakefieldia         | Corner & Hawker                                       | 1952 | 2                 | Àsia; Europa                                                      |
| Xanthoconium        | Singer                                                | 1944 | 7                 | cosmopolita                                                       |
| Xerocomellus        | Šutara                                                | 2008 | 9                 | Amèrica del Nord i del Sud, Europa                                |
| Xerocomus           | Quel                                                  | 1887 | >20               | arreu                                                             |
| Zangia              | Yan C.Li & Zhu L.Yang                                 | 2011 | 6                 | Xina                                                              |

### Textos citats
- Kirk PM, Cannon PF, Minter DW, Stalpers JA.. Dictionary of the Fungi. 10th.  Wallingford, UK: CAB International, 2008. ISBN 978-0-85199-826-8.